# 1933 en rugby à XV
Cette page présente les faits marquants de l'année 1933 en rugby à XV : les principales compétitions et évènements liés au rugby à XV et rugby à sept ainsi que les naissances et décès de grandes personnalités de ce sport.

## Principales compétitions
- Championnat de France (du ???? 1932 au 7 mai 1933)
- Tournoi britannique (du 21 janvier au 1er avril 1933)

## Événements

### Mars
- 26 mars : la France bat l'Allemagne sur le score de 38 à 17 lors d'un test match disputé au Parc des Princes à Paris

### Avril
- 1er avril : l'Écosse termine première du Tournoi britannique en remportant trois victoires et donc la triple couronne.

### Mai
- 7 mai : le championnat de France de rugby à XV de première division est remporté par le Lyon OU qui a bat le RC Narbonne en finale.

### Juin
- ? juin : le Hampshire est champion des comtés anglais.
- ? juin : Canterbury remporte le Ranfurly Shield, trophée sanctionnant une compétition de rugby à XV ouverte aux équipes de provinces néo-zélandaises.

## Principales naissances
- 23 janvier :  Arthur Smith (° 2 février 1975)
- 14 décembre :  Pierre Albaladejo

## Principaux décès
- 21 janvier : décès de Dai Jones, joueur de rugby à XV évoluant pour le pays de Galles.
- 26 février : décès d'Arthur Young, joueur de rugby à XV évoluant pour l'équipe d'Angleterre.